# Кокшаровит
Кокшаровит — два названия минералов:
1) разновидность роговой обманки белого или желтоватого цвета. Прозрачен до просвечивающего. Представляет собой небольшие кристаллы или кристаллическую массу с отчётливыми плоскостями спайности. Встречается, в виде спутника лазурита и апатита в метаморфическом известняке в реке Слюдянка (около озера Байкал) и реке Малой Быстрой (приток Иркута).
2) ванадат кальция, магния и железа CaMg2Fe3+4(VO4)6, описанный как новый минерал в 2013 году.

## История
В 1857 году Н. Норденшельд обнаружил магнезиальную роговую обманку, содержащую до 18,3 % глинозёма и назвал её в честь русского минералога Н. И. Кокшарова (1818—1893) кокшаровитом.
В 2013 году это название было использовано для описания нового минерала.